# Чемпионат России по фигурному катанию 2010
Чемпионат России по фигурному катанию 2010 года — соревнование по фигурному катанию среди российских фигуристов сезона 2009/2010 года, организованное Федерацией фигурного катания на коньках России.
На чемпионате спортсмены соревновались в мужском и женском одиночном катании, парном фигурном катании и в спортивных танцах на льду.
Турнир прошёл с 23 по 27 декабря 2009 года в спортивном комплексе «Юбилейном» города Санкт-Петербурга.

## Состав сборной
На чемпионате был определён состав сборной команды России на чемпионат Европы 2010 года. В команду вошли:
- Мужчины: Евгений Плющенко, Сергей Воронов (по решению тренерского совета);
- Женщины: Ксения Макарова, Алёна Леонова, Оксана Гозева (по решению тренерского совета);
- Пары: Юко Кавагути / Александр Смирнов, Мария Мухортова / Максим Траньков, Вера Базарова / Юрий Ларионов (по решению тренерского совета);
- Танцы на льду: Оксана Домнина / Максим Шабалин, Екатерина Боброва / Дмитрий Соловьев, Яна Хохлова / Сергей Новицкий (по решению тренерского совета).

## Результаты

### Мужчины
| Место | Имя                 | Город           | Сумма баллов | SP | FS |
| ----- | ------------------- | --------------- | ------------ | -- | -- |
| 1     | Евгений Плющенко    | Санкт-Петербург | 271.59       | 1  | 1  |
| 2     | Сергей Воронов      | Санкт-Петербург | 240.01       | 2  | 4  |
| 3     | Артём Бородулин     | Москва          | 234.92       | 3  | 2  |
| 4     | Константин Меньшов  | Санкт-Петербург | 228.71       | 4  | 3  |
| 5     | Денис Леушин        | Москва          | 217.21       | 6  | 5  |
| 6     | Иван Третьяков      | Москва          | 215.68       | 5  | 6  |
| 7     | Артём Григорьев     | Москва          | 197.49       | 7  | 8  |
| 8     | Гордей Горшков      | Санкт-Петербург | 193.83       | 11 | 7  |
| 9     | Никита Михайлов     | Москва          | 192.96       | 9  | 10 |
| 10    | Марк Шахматов       | Москва          | 187.91       | 12 | 11 |
| 11    | Владимир Успенский  | Москва          | 184.18       | 10 | 13 |
| 12    | Сергей Добрин       | Москва          | 183.87       | 8  | 14 |
| 13    | Артур Гачинский     | Санкт-Петербург | 179.99       | 14 | 12 |
| 14    | Артур Дмитриев      | Санкт-Петербург | 179.51       | 17 | 9  |
| 15    | Александр Успенский | Москва          | 174.04       | 16 | 15 |
| 16    | Станислав Ковалёв   | Москва          | 166.68       | 13 | 16 |
| 17    | Жан Буш             | Челябинск       | 162.18       | 15 | 17 |
| 18    | Константин Милюков  | Казань          | 141.96       | 18 | 18 |

### Женщины

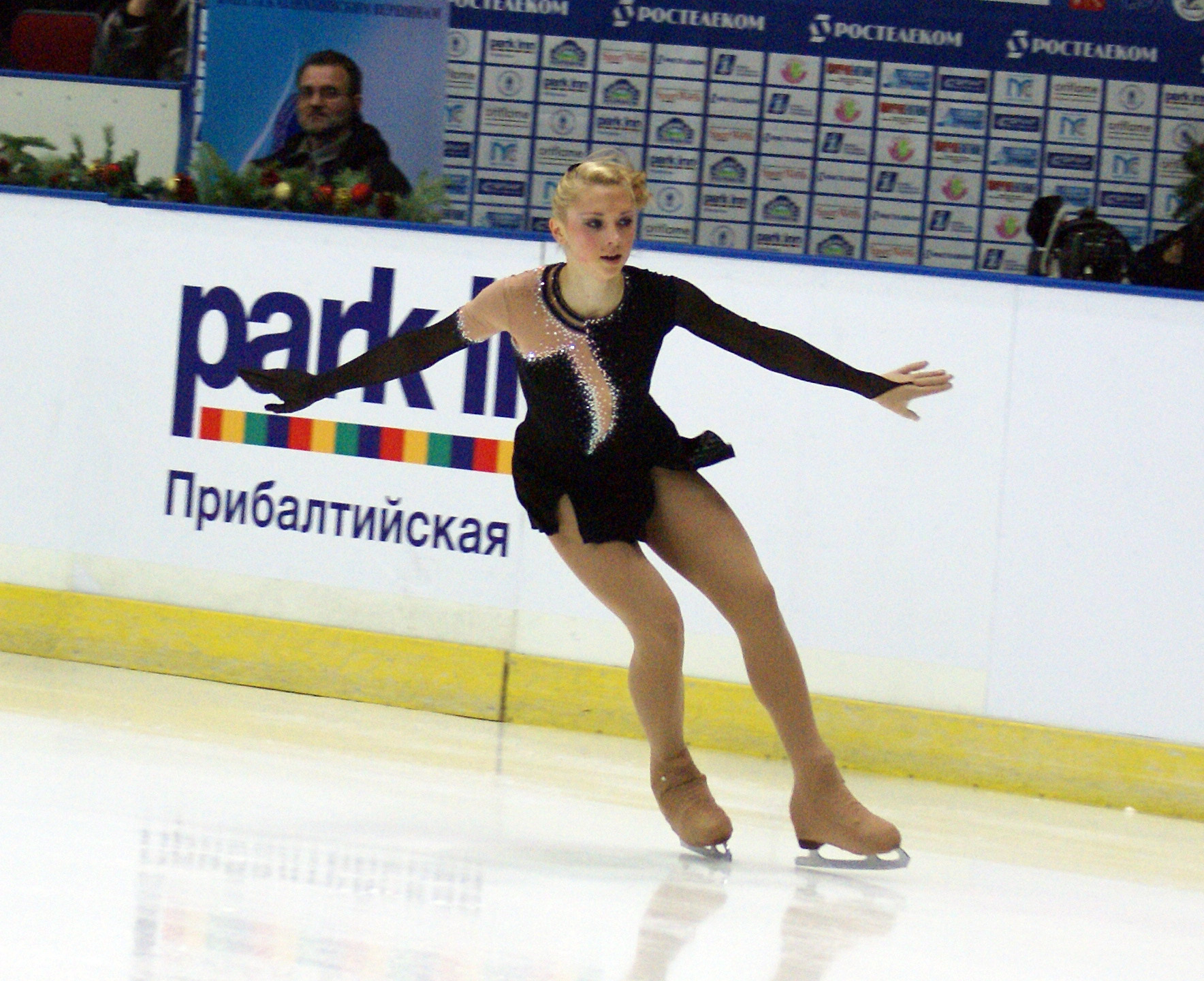
Ксения Макарова, чемпионка России-2010

| Место | Имя                   | Город           | Сумма баллов | SP | FS |
| ----- | --------------------- | --------------- | ------------ | -- | -- |
| 1     | Ксения Макарова       | Санкт-Петербург | 178.90       | 2  | 3  |
| 2     | Алёна Леонова         | Санкт-Петербург | 175.89       | 4  | 2  |
| 3     | Елизавета Туктамышева | Санкт-Петербург | 173.53       | 10 | 1  |
| 4     | Аделина Сотникова     | Москва          | 172.69       | 3  | 4  |
| 5     | Анна Овчарова         | Москва          | 157.53       | 5  | 5  |
| 6     | Софья Бирюкова        | Москва          | 154.56       | 1  | 7  |
| 7     | Оксана Гозева         | Москва          | 143.51       | 11 | 6  |
| 8     | Кристина Засеева      | Москва          | 139.52       | 6  | 9  |
| 9     | Катарина Гербольдт    | Москва          | 135.80       | 7  | 10 |
| 10    | Полина Агафонова      | Санкт-Петербург | 130.17       | 13 | 8  |
| 11    | Екатерина Козырева    | Москва          | 124.38       | 8  | 11 |
| 12    | Мария Артемьева       | Санкт-Петербург | 122.87       | 9  | 12 |
| 13    | Ксения Доронина       | Санкт-Петербург | 118.81       | 12 | 13 |
| 14    | Нина Петушкова        | Москва          | 103.73       | 14 | 14 |

### Пары
| Место | Имя                                           | Город           | Сумма баллов | SP | FS |
| ----- | --------------------------------------------- | --------------- | ------------ | -- | -- |
| 1     | Юко Кавагути / Александр Смирнов              | Санкт-Петербург | 220.61       | 1  | 1  |
| 2     | Мария Мухортова / Максим Траньков             | Санкт-Петербург | 208.78       | 2  | 2  |
| 3     | Вера Базарова / Юрий Ларионов                 | Пермь           | 178.65       | 3  | 3  |
| 4     | Любовь Илюшечкина / Нодари Маисурадзе         | Москва          | 170.49       | 4  | 4  |
| 5     | Татьяна Новик / Михаил Кузнецов               | Москва          | 161.27       | 5  | 5  |
| 6     | Ксения Озерова / Александр Энберт             | Санкт-Петербург | 147.20       | 12 | 6  |
| 7     | Екатерина Петайкина / Максим Курдюков         | Москва          | 143.27       | 6  | 7  |
| 8     | Екатерина Шереметьева / Егор Чудин            | Москва          | 136.21       | 8  | 9  |
| 9     | Анастасия Мартюшева / Алексей Рогонов         | Москва          | 135.77       | 9  | 8  |
| 10    | Сабина Имайкина / Семён Степанов              | Пермь           | 127.89       | 10 | 10 |
| 11    | Екатерина Куклина / Эдуард Куштанов           | Пермь           | 123.41       | 11 | 11 |
| WD    | Ксения Красильникова / Константин Безматерных | Пермь           |              | 7  |    |

WD = снялись с соревнований

### Танцы
| Место | Имя                                      | Город              | Сумма баллов | CD | OD | FD |
| ----- | ---------------------------------------- | ------------------ | ------------ | -- | -- | -- |
| 1     | Оксана Домнина / Максим Шабалин          | Московская область | 214.77       | 1  | 1  | 1  |
| 2     | Екатерина Боброва / Дмитрий Соловьёв     | Москва             | 189.29       | 2  | 4  | 2  |
| 3     | Екатерина Рублёва / Иван Шефер           | Москва             | 188.46       | 4  | 2  | 3  |
| 4     | Екатерина Рязанова / Илья Ткаченко       | Московская область | 186.29       | 3  | 3  | 4  |
| 5     | Юлия Злобина / Алексей Ситников          | Москва             | 167.70       | 7  | 6  | 6  |
| 6     | Кристина Горшкова / Виталий Бутиков      | Москва             | 167.14       | 6  | 7  | 5  |
| 7     | Анастасия Платонова / Александр Грачёв   | Москва             | 163.05       | 5  | 5  | 7  |
| 8     | Александра Чистякова / Владимир Курочкин | Москва             | 134.18       | 8  | 9  | 8  |
| 9     | Ольга Колотилина / Александр Борцов      | Москва             | 122.20       | 9  | 8  | 9  |

## Расписание
(UTC+3)
- 24 декабря 2009 года, четверг
  - 15.00 — Обязательный танец
  - 16.30 — Открытие соревнований
  - 17.15 — Женщины, короткая программа
  - 19.45 — Мужчины, короткая программа

- 25 декабря 2009 года, пятница
  - 16.00 — Женщины, произвольная программа
  - 18.45 — Оригинальный танец
  - 20.20 — Парное катание, короткая программа

- 26 декабря 2009 года, суббота
  - 15.00 — Произвольный танец
  - 16.45 — Мужчины, произвольная программа
  - 20.00 — Парное катание, произвольная программа

- 27 декабря 2009 года, воскресенье
  - 14.00 — Награждение победителей и призёров соревнований
  - 14.45 — Показательные выступления сильнейших фигуристов